# Denim & Rhinestones
| Recensione | Giudizio |
| ---------- | -------- |
| AllMusic   |          |

Denim & Rhinestones è il nono album in studio della cantante statunitense Carrie Underwood, pubblicato il 10 giugno 2022.

## Descrizione
Terzo progetto discografico prodotto dalla stessa Underwood assieme a David Garcia, dopo Cry Pretty (2018) e My Savior (2021), il progetto si compone di dodici tracce, scritte e composte dai due artisti assieme a Hillary Lindsey, Josh Kear, Ashley Gorley, Michael Hardy e Chris DeStefano.

Ad aprile 2022, la Underwood ha parlato dell'album in un'intervista con Jessica Nicholson di Billboard:
(Carrie Underwood)

## Promozione
Il singolo principale dell'album, Ghost Story, è stato pubblicato in formato digitale il 18 marzo 2022. Underwood ha eseguito il singolo ai Grammy Award il 3 aprile 2022, e ai CMT Music Award 2022, andati in onda l'11 aprile successivo.
Il brano che dà il titolo all'album, Denim & Rhinestones, è stato pubblicato l'8 aprile 2022 come primo singolo promozionale. Un altro singolo promozionale, intitolato Crazy Angels, è stato pubblicato il 22 aprile 2022.
Il 16 maggio 2022, la Underwood ha annunciato il Denim & Rhinestones Tour con l'ospite di apertura Jimmie Allen. L'inizio del tour è previsto per il 15 ottobre 2022 a Greenville, Carolina del Sud, e la conclusione il 17 marzo 2023 a Seattle, Washington.

## Tracce
1. Denim & Rhinestones – 2:48 (Carrie Underwood, Hillary Lindsey, Josh Kear, David Garcia)
2. Velvet Heartbreak – 3:03 (Underwood, Garcia, Lindsey)
3. Ghost Story – 3:01 (Garcia, Lindsey, Kear)
4. Hate My Heart – 3:03 (Underwood, Lindsey, Michael Hardy, Garcia)
5. Burn – 3:10 (Underwood, Lindsey, Garcia, Ashley Gorley)
6. Crazy Angels – 2:36 (Underwood, Garcia, Lydia Vaughan)
7. Faster – 3:17 (Underwood, Lindsey, Garcia)
8. Pink Champagne – 3:23 (Underwood, Lindsey, Gorley, Garcia)
9. Wanted Woman – 3:19 (Underwood, Garcia, Josh Miller)
10. Poor Everybody Else – 3:45 (Underwood, Miller, Chris DeStefano)
11. She Don't Know – 3:29 (Underwood, Lindsey, Garcia)
12. Garden – 3:02 (Underwood, Garcia, Miller)

## Successo commerciale
Denim & Rhinestones ha esordito alla posizione numero 10 della Billboard 200 statunitense, con 31.000 unità equivalenti ad album, divenendo il decimo album della Underwood nelle prime dieci posizioni della classifica statunitense e del decimo album della cantante a esordire nelle prime tre posizioni della Billboard Top Country Albums.

## Classifiche
| Classifica (2022)     | Posizione massima |
| --------------------- | ----------------- |
| Australia             | 21                |
| Australia (country)   | 1                 |
| Canada                | 33                |
| Regno Unito (country) | 1                 |
| Stati Uniti           | 10                |
| Stati Uniti (country) | 2                 |